# 1885年
1885年（1885 ねん）は、西暦（グレゴリオ暦）による、木曜日から始まる平年。明治18年。

## 他の紀年法
- 干支：乙酉
- 日本（月日は一致）
  - 明治18年
  - 皇紀2545年
- 清：光緒10年11月16日 - 光緒11年11月26日
- 朝鮮
  - 李氏朝鮮・高宗22年
  - 開国494年
  - 檀紀4218年
- 阮朝（ベトナム）
  - 建福元年11月16日 - 12月30日
  - 咸宜元年1月1日 - 9月30日
  - 同慶乙酉年10月1日 - 11月26日
- 仏滅紀元：2427年 - 2428年
- イスラム暦：1302年3月14日 - 1303年3月24日
- ユダヤ暦：5645年4月14日 - 5646年4月23日
- 修正ユリウス日(MJD)：9542 - 9906
- リリウス日(LD)：110383 - 110747

※檀紀は、大韓民国で1948年に法的根拠を与えられたが、1962年からは公式な場では使用されていない。

## カレンダー
| 1月 |    |    |    |    |    |    |
| 日  | 月 | 火 | 水 | 木 | 金 | 土 |
|     |    |    |    | 1  | 2  | 3  |
| 4   | 5  | 6  | 7  | 8  | 9  | 10 |
| 11  | 12 | 13 | 14 | 15 | 16 | 17 |
| 18  | 19 | 20 | 21 | 22 | 23 | 24 |
| 25  | 26 | 27 | 28 | 29 | 30 | 31 |
|     |    |    |    |    |    |    |

| 2月 |    |    |    |    |    |    |
| 日  | 月 | 火 | 水 | 木 | 金 | 土 |
| 1   | 2  | 3  | 4  | 5  | 6  | 7  |
| 8   | 9  | 10 | 11 | 12 | 13 | 14 |
| 15  | 16 | 17 | 18 | 19 | 20 | 21 |
| 22  | 23 | 24 | 25 | 26 | 27 | 28 |
|     |    |    |    |    |    |    |

| 3月 |    |    |    |    |    |    |
| 日  | 月 | 火 | 水 | 木 | 金 | 土 |
| 1   | 2  | 3  | 4  | 5  | 6  | 7  |
| 8   | 9  | 10 | 11 | 12 | 13 | 14 |
| 15  | 16 | 17 | 18 | 19 | 20 | 21 |
| 22  | 23 | 24 | 25 | 26 | 27 | 28 |
| 29  | 30 | 31 |    |    |    |    |
|     |    |    |    |    |    |    |

| 4月 |    |    |    |    |    |    |
| 日  | 月 | 火 | 水 | 木 | 金 | 土 |
|     |    |    | 1  | 2  | 3  | 4  |
| 5   | 6  | 7  | 8  | 9  | 10 | 11 |
| 12  | 13 | 14 | 15 | 16 | 17 | 18 |
| 19  | 20 | 21 | 22 | 23 | 24 | 25 |
| 26  | 27 | 28 | 29 | 30 |    |    |
|     |    |    |    |    |    |    |

| 5月 |    |    |    |    |    |    |
| 日  | 月 | 火 | 水 | 木 | 金 | 土 |
|     |    |    |    |    | 1  | 2  |
| 3   | 4  | 5  | 6  | 7  | 8  | 9  |
| 10  | 11 | 12 | 13 | 14 | 15 | 16 |
| 17  | 18 | 19 | 20 | 21 | 22 | 23 |
| 24  | 25 | 26 | 27 | 28 | 29 | 30 |
| 31  |    |    |    |    |    |    |
|     |    |    |    |    |    |    |

| 6月 |    |    |    |    |    |    |
| 日  | 月 | 火 | 水 | 木 | 金 | 土 |
|     | 1  | 2  | 3  | 4  | 5  | 6  |
| 7   | 8  | 9  | 10 | 11 | 12 | 13 |
| 14  | 15 | 16 | 17 | 18 | 19 | 20 |
| 21  | 22 | 23 | 24 | 25 | 26 | 27 |
| 28  | 29 | 30 |    |    |    |    |
|     |    |    |    |    |    |    |

| 7月 |    |    |    |    |    |    |
| 日  | 月 | 火 | 水 | 木 | 金 | 土 |
|     |    |    | 1  | 2  | 3  | 4  |
| 5   | 6  | 7  | 8  | 9  | 10 | 11 |
| 12  | 13 | 14 | 15 | 16 | 17 | 18 |
| 19  | 20 | 21 | 22 | 23 | 24 | 25 |
| 26  | 27 | 28 | 29 | 30 | 31 |    |
|     |    |    |    |    |    |    |

| 8月 |    |    |    |    |    |    |
| 日  | 月 | 火 | 水 | 木 | 金 | 土 |
|     |    |    |    |    |    | 1  |
| 2   | 3  | 4  | 5  | 6  | 7  | 8  |
| 9   | 10 | 11 | 12 | 13 | 14 | 15 |
| 16  | 17 | 18 | 19 | 20 | 21 | 22 |
| 23  | 24 | 25 | 26 | 27 | 28 | 29 |
| 30  | 31 |    |    |    |    |    |
|     |    |    |    |    |    |    |

| 9月 |    |    |    |    |    |    |
| 日  | 月 | 火 | 水 | 木 | 金 | 土 |
|     |    | 1  | 2  | 3  | 4  | 5  |
| 6   | 7  | 8  | 9  | 10 | 11 | 12 |
| 13  | 14 | 15 | 16 | 17 | 18 | 19 |
| 20  | 21 | 22 | 23 | 24 | 25 | 26 |
| 27  | 28 | 29 | 30 |    |    |    |
|     |    |    |    |    |    |    |

| 10月 |    |    |    |    |    |    |
| 日   | 月 | 火 | 水 | 木 | 金 | 土 |
|      |    |    |    | 1  | 2  | 3  |
| 4    | 5  | 6  | 7  | 8  | 9  | 10 |
| 11   | 12 | 13 | 14 | 15 | 16 | 17 |
| 18   | 19 | 20 | 21 | 22 | 23 | 24 |
| 25   | 26 | 27 | 28 | 29 | 30 | 31 |
|      |    |    |    |    |    |    |

| 11月 |    |    |    |    |    |    |
| 日   | 月 | 火 | 水 | 木 | 金 | 土 |
| 1    | 2  | 3  | 4  | 5  | 6  | 7  |
| 8    | 9  | 10 | 11 | 12 | 13 | 14 |
| 15   | 16 | 17 | 18 | 19 | 20 | 21 |
| 22   | 23 | 24 | 25 | 26 | 27 | 28 |
| 29   | 30 |    |    |    |    |    |
|      |    |    |    |    |    |    |

| 12月 |    |    |    |    |    |    |
| 日   | 月 | 火 | 水 | 木 | 金 | 土 |
|      |    | 1  | 2  | 3  | 4  | 5  |
| 6    | 7  | 8  | 9  | 10 | 11 | 12 |
| 13   | 14 | 15 | 16 | 17 | 18 | 19 |
| 20   | 21 | 22 | 23 | 24 | 25 | 26 |
| 27   | 28 | 29 | 30 | 31 |    |    |
|      |    |    |    |    |    |    |

## できごと
- オーストリア人化学者のカール・アウアー・フォン・ベルスバッハがマントルを開発し、街頭・工場・家庭の照明として使われるようになった。[1]

### 1月
- 1月4日 - 世界初の虫垂切除術実施(米国アイオワ州)
- 1月8日 - 大日本除虫菊（現 金鳥）操業開始
- 1月9日 - 日本（井上馨）と朝鮮（金弘集）の間で漢城条約締結
- 1月15日 - 文武講習館（翌年に成城学校と改称、後の成城中・高等学校）創設
- 1月27日 - ハワイ王国への官約移民第一号となる944名が渡航（以後9年間で約29,000人が移民）

### 2月
- 2月9日 - 日本人移民がハワイ王国へ到着（ハワイにおける日本人移民）
- 2月17日 - ビスマルクがドイツ領東アフリカ統治をカール・ペータースに認可
- 2月18日 - マーク・トウェイン「ハックルベリー・フィンの冒険」出版
- 2月25日 - ワシントン記念塔除幕式
- 2月26日 - ベルリン会議閉会: ベルギーがコンゴで，英国がナイジェリアで主権を確立

### 3月
- 3月1日 - 日本鉄道: 品川線開通(品川 - 渋谷 - 新宿 - 板橋 - 赤羽)
- 3月3日 - AT&T発足
- 3月4日 - グロバー・クリーブランドが第22代米国大統領に就任(1期目)
- 3月14日 - ギルバート&サリヴァン喜歌劇「ミカド」初演(ロンドン)
- 3月16日 - 日本鉄道: 品川線目黒駅開業
- 3月16日 - 脱亜論が新聞『時事新報』に社説として掲載される。
- 3月18日 - ヤコブ・メッケルが陸軍大学校教官に着任
- 3月19日 - カナダ・サスカチュワン州でルイ・リエルが再び連邦政府に対する反乱を開始。
- 3月30日 - 清仏戦争: 仏フェリー政府瓦解
- 3月31日 - 英国がベチュアナランドを保護国化

### 4月
- 4月3日 - ゴットリープ・ダイムラーが水冷エンジンの特許を取得
- 4月4日 - 清仏戦争: 予備平和条約調印
- 4月15日 - 英海軍が朝鮮巨文島を占領(巨文島事件)
- 4月18日 - 日本（伊藤博文）と清国（李鴻章）間で天津条約締結
- 4月18日 - 専売特許条例発布(施行7月1日)
- 4月30日 - ボストン・ポップス・オーケストラ創立

### 5月
- 5月9日 - 日本銀行券発行開始(拾圓券)
- 5月28日 - 工部省品川硝子製造所払下げ　 作新学院創立
- 5月30日 - 福岡県立修猷館（後の福岡県立修猷館高等学校）設置告示

### 6月
- 6月2日 - 琵琶湖疏水起工
- 6月5日 - 鳥取県立倉吉農学校(現鳥取県立倉吉農業高等学校）開校
- 6月9日 - 清仏戦争: 天津条約調印
- 6月17日
  - 自由の女神像がニューヨーク港に到着
  - 明治十八年の淀川洪水。淀川支流天野川決壊、以後7月にかけて大阪府淀川流域に洪水被害。
- 6月23日 - 英国でソールズベリー内閣成立(1期目)
- 6月24日 - サミュエル・ファーガソン(Samuel David Ferguson)が黒人として初めて米国聖公会主教となる

### 7月
- 7月1日 - 専売特許条例施行
- 7月6日 - ルイ・パスツール開発の狂犬病ワクチンが初めて人体に接種
- 7月16日
  - 日本鉄道: 大宮駅から宇都宮駅まで延伸，上野停車場新築開場，上野・宇都宮間開通
  - 宇都宮駅で日本初の駅弁を販売（にぎりめし2個+たくあん，5銭）

### 8月
- 8月12日 - 教育令改正
- 8月14日 - 堀田瑞松が日本の特許第1号「堀田錆止塗料及其塗法」を取得(専売特許の日)
- 8月29日 - ゴットリープ・ダイムラーがオートバイの特許を取得

### 9月
- 9月8日 - 日本銀行壹圓券・百圓券発行
- 9月10日 - 英吉利法律学校(後の中央大学)開校
- 9月15日 - P・T・バーナムの興行列車事故で象のジャンボが死亡
- 9月29日
  - 日本郵船創立（郵便汽船三菱と共同運輸が合併、同年10月1日創業）
  - 東京法学校が東京大学へ併合される

### 10月
- 10月1日
  - 東京瓦斯創立（東京府瓦斯局の払い下げ）
  - 米国で速達郵便開始
- 10月9日 - 東京感化院設立
- 10月13日 - 東海道線大森駅構内で列車が脱線転覆し、乗客1名が死亡。日本初の鉄道旅客死亡事故。
- 10月14日 - 浅草水族館開館
- 10月15日 - 鉄道局高崎・横川間開業
- 10月24日 - ヨハン・シュトラウス2世喜歌劇「ジプシー男爵」初演(アン・デア・ウィーン劇場)
- 10月25日 - ブラームス交響曲第4番初演(マイニンゲン)

### 11月
- 11月13日 - 華族女学校(後の学習院女子高等科)開校
- 11月23日 - 大阪事件
- 11月27日 - 初めて流星の写真が撮影される

### 12月
- 12月17日 - フランスがマダガスカルを保護国化
- 12月22日
  - 太政官制度廃止・内閣制度創設
  - 伊藤博文が初代内閣総理大臣に就任(第1次伊藤内閣)
- 12月28日 - 第1回インド国民会議開催( - 12月31日)

## 誕生
- 1月2日 - アンナ・ヒュブラー、フィギュアスケート選手（+ 1976年）
- 1月16日 - 周作人、随筆家・翻訳家（+ 1967年）
- 1月17日 - 大杉栄、思想家・アナキスト（+ 1923年）
- 1月17日 - 野辺地天馬、児童文学作家・伝道師（+ 1965年）
- 1月20日 - 尾崎放哉、俳人（+ 1926年）
- 1月21日 - ウンベルト・ノビレ、探検家（+ 1978年）
- 1月21日 - 板垣征四郎、陸軍軍人・政治家（+ 1948年）
- 1月24日 - トーマス・栗原、映画監督（+ 1926年）
- 1月25日 - 北原白秋、詩人（+ 1942年）
- 1月26日 - ペル・トーレン、フィギュアスケート選手（+ 1962年）
- 1月27日 - エドゥアルド・キュンネッケ、作曲家（+ 1953年）
- 1月27日 - 前田青邨、日本画家（+ 1977年）
- 1月28日 - ルイス・ネルソン・ドリール、クラリネット奏者（+ 1949年）
- 2月3日 - 田辺元、哲学者（+ 1962年）
- 2月7日 - シンクレア・ルイス、小説家（+ 1951年）
- 2月7日 - 高碕達之助、政治家・実業家（+ 1964年）
- 2月9日 - アルバン・ベルク、作曲家（+ 1935年）
- 2月13日 - ベス・トルーマン、トルーマン第33代米大統領の妻（+ 1982年）
- 2月14日 - 吉田善吾、海軍軍人（+ 1966年）
- 2月21日 - サシャ・ギトリ、映画監督・劇作家（+ 1957年）
- 2月24日 - チェスター・ニミッツ、アメリカ海軍の元帥（+ 1969年）
- 2月25日 - アリス・オブ・バッテンバーグ、ギリシャの王族（+ 1969年）
- 3月7日 - ジョン・トーヴィー、イギリス海軍の提督（+ 1971年）
- 3月10日 - タマーラ・カルサヴィナ、バレリーナ（+ 1978年）
- 3月20日 - 黒瀬川浪之助、大相撲の力士（+ 1957年）
- 3月30日 - ノエル・ヌエット、詩人・画家（+ 1969年）
- 3月31日 - ジュール・パスキン、画家（+ 1930年）
- 4月1日 - ウォーレス・ビアリー、俳優（+ 1949年）
- 4月4日 - 中里介山、小説家（+ 1944年）
- 4月4日 - 本居長世、童謡作曲家（+ 1945年）
- 4月11日 - 正力松太郎、読売新聞社社主（+ 1969年）
- 4月12日 - ロベール・ドローネー、画家（+ 1941年）
- 4月25日 - 古賀峯一、海軍軍人（+ 1944年）
- 4月26日 - 飯田蛇笏、俳人（+ 1962年）
- 4月30日 - ルイージ・ルッソロ、画家・作曲家（+ 1947年）
- 5月4日 - レオ・シロタ、ピアニスト（+ 1965年）
- 5月6日 - 野上弥生子、小説家（+ 1985年）
- 5月12日 - 武者小路実篤、小説家（+ 1976年）
- 5月14日 - オットー・クレンペラー、指揮者・作曲家（+ 1973年）
- 5月21日 - ゾフィー・フォン・シェーンブルク＝ヴァルデンブルク、アルバニア公ヴィルヘルムの妃（+ 1936年）
- 5月22日 - 豊田副武、第29・30代連合艦隊司令長官（+ 1957年）
- 5月22日 - 中勘助、作家・詩人（+ 1965年）
- 5月26日 - 牧野良三、政治家（+ 1961年）
- 5月30日 - エセル・ミューケルト、フィギュアスケート選手（+ 1953年）
- 6月6日 - 川端龍子、日本画家・俳人（+ 1966年）
- 6月8日 - 土岐善麿、歌人・国語学者（+ 1980年）
- 6月14日 - シーサワーンウォン、ラオス王（+ 1959年）
- 7月5日 - アンドレ・ロート、画家（+ 1962年）
- 7月8日 - エルンスト・ブロッホ、哲学者（+ 1977年）
- 7月19日 - 野依秀市、ジャーナリスト・政治家（+ 1968年）
- 8月1日 - 木下杢太郎、医学者・詩人・劇作家（+ 1945年）
- 8月22日 - 出光佐三、実業家、出光興産創業者（+ 1981年）
- 8月24日 - 若山牧水、歌人（+ 1924年）
- 9月4日 - 鈴木文治、政治家・労働運動家（+ 1946年）
- 9月11日 - D・H・ローレンス、小説家（+ 1930年）
- 9月22日 - エリッヒ・フォン・シュトロハイム、映画監督・俳優（+ 1957年）
- 10月7日 - ニールス・ボーア、物理学者（+ 1962年）
- 10月11日 - フランソワ・モーリアック、小説家（+ 1970年）
- 10月15日 - 柳原白蓮、歌人（+ 1967年）
- 10月30日 - エズラ・パウンド、詩人（+ 1972年）
- 11月2日 - ハーロー・シャプレー、天文学者（+ 1972年）
- 11月5日 - 石川一郎、財界人、旧経団連初代会長（+ 1970年）
- 11月8日 - 山下奉文、日本陸軍の大将（+ 1946年）
- 11月8日 - 田波御白、歌人（+1913年）
- 11月11日 - ジョージ・パットン、アメリカ軍の将軍（+ 1945年）
- 11月15日 - 野尻抱影、随筆家・天文研究家（+ 1977年）
- 11月17日 - 萬鉄五郎、洋画家（+ 1927年）
- 11月26日 - ハインリヒ・ブリューニング、第12代ドイツ国首相（+ 1970年）
- 12月2日 - ジョージ・リチャーズ・マイノット、生物学者（+ 1950年）
- 12月15日 - 山中峯太郎、陸軍軍人・小説家（+ 1966年）
- 12月28日 - ウラジーミル・タトリン、画家・彫刻家・建築家・デザイナー・舞台美術家（+ 1953年）

## 死去
- 2月7日 - 岩崎弥太郎[2]、実業家、三菱財閥創業者（* 1835年）
- 2月22日 - ホーレス・ケプロン、軍人・政治家（* 1804年）
- 3月24日 - ジェイコブ・トンプソン、第5代アメリカ合衆国内務長官（* 1810年）
- 4月20日 - グスタフ・ナハティガル、探検家（* 1823年）
- 5月20日 - フレデリック・セオドア・フリーリングハイゼン、第29代アメリカ合衆国国務長官（* 1817年）
- 5月22日 - ヴィクトル・ユーゴー、小説家（* 1802年）
- 6月17日 - エドヴィン・フォン・マントイフェル、プロイセン陸軍（* 1809年）
- 7月23日 - ユリシーズ・S・グラント、第18代アメリカ合衆国大統領（* 1822年）
- 9月15日 - ユリウシュ・ザレンプスキ、ピアニスト・作曲家（* 1854年）
- 9月25日 - 五代友厚、実業家（* 1835年）